# Pierderile României în cel de-al Doilea Război Mondial

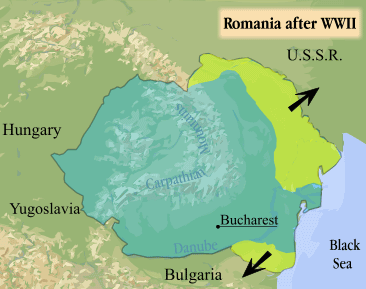

Pierderile României în cel de-al Doilea Război Mondial sunt de obicei estimate ca fiind peste 800 de mii, atât civili cât și militari, deși statisticile dau cifre diferite. Cele mai multe dintre pierderi au avut loc după 22 iunie 1941, când Germania Nazistă a invadat URSS.

## Pierderi militare
Pierderile militare românești au fost de aproximativ 300.000 de oameni. Totalul morților este de 93,326 (72.291 în timpul alianței cu Puterile Axei și 21.035 de partea aliaților): totalul dispăruților și prizonierilor este de 341.765 (283.322 în timpul alianței cu Puterile Axei și 58.443 de partea aliaților) numai 80.000 au supraviețuit captivității în Uniunea Sovietică. Sursele rusești menționează 54.600 de morți din cei 201.800 români prizonieri în Uniunea Sovietică în timpul războiului. Cifrele nu includ cei 40.000 - 50.000 de morți în armata ungară.

## Pierderi civile
Pierderile de civili sunt de 64.000 inclusiv 20.000 morți în timpul ocupației ruse a Basarabiei și Bucovinei din 1940-41 și genocidul populației rrome - 36.000 morți.
Raidurile aliaților au provocat 7.693 de morți în rândul civililor.

## Defalcarea pierderilor
După cifre oficiale prezentate de delegația română la Conferința de pace de la Paris din 1946, armata română a pierdut în al Doilea Război Mondial: 
- 794 562 militari (624 740 în Campania din Est și 169 822 în Campania din Vest), dintre care:

- 92 620 morți (71 585 Est/ 21 035 Vest), 

- 333 966 răniți și bolnavi (243 622 Est/90 344 Vest), 

- 367 976 dispăruți (309 533 Est/58 443 Vest). 

♦ Pe categorii de forțe armate situația se prezintă astfel: 

- Armata de Uscat – 788 605 militari (620 014 în Est și 168 591 în Vest), din care morți – 91 761 (70 406/21 355), răniți și bolnavi – 332 094 (242 132/89 962), dispăruți – 365 450 (307 476/ 57 974);
- Aeronautica – 4 172 (2 977/1 195), din care morți –1 328 (972/ 356), răniți și bolnavi – 1 538 (1 167/371), dispăruți – 1 306 (838/468);
- Marina – 1 785 (1 749/36), din care 231 morți (207/ 24), răniți și bolnavi – 334 (323/11),

dispăruți – 1 220 (1 219/1). 

♦ Pe categorii de personal pierderile au fost următoarele: 

- Ofițeri – 22 592 (17 514/5 078), din care morți – 3 972 (3 113 / 859), răniți și bolnavi – 11 648 (8359/3 289), dispăruți – 6 972 (6 042/930); 

- Subofițeri – 17 460 (12 476 /4 984), din care morți – 2 599 (1 823/776), răniți și bolnavi – 8 067 (4 983/3 084), dispăruți – 6 794 (5 670/1 124); 

- Trupă – 754 510 (594 750/159 760), din care morți 86 049 (66 649/ 19 400), răniți și bolnavi – 314 251 (230 280/ 83 971), dispăruți – 354 210 (297 821/56 389). 

♦ Pe bătălii, în timpul fazei ofensive a Campaniei din Est, unele surse arhivistice oferă următoarele cifre și procente față de efectivele angajate: 

- Basarabia și nordul Bucovinei – 31 638 militari morți, răniți și dispăruți (8% din efectivele angajate);
- Odessa – 87 218 (21%);
- Nipru – 6 420 (4%);
- Nord de Marea Azov – 7 254 (10%);
- Crimeea – 18 900 (24%):
- Sud de Harkov – 14 009 (22%);
- Cotul Donului – 132 358 (53%);
- Stepa Kalmucă – 51 940 (50%);
- Caucaz – 14 540 (17%).

♦ În ansamblul războiului cele mai mari pierderi au fost înregistrate de infanterie, urmată de artilerie și cavalerie. 

- În campania anului 1941, de exemplu, la morți și răniți, situația procentuală se prezintă astfel față de efectivele trimise pe front:

- infanterie – 38% ofițeri, 24% subofițeri și 35% trupă; 

- artilerie – 14%/ 6,5%/ 7%; cavalerie – 30%/11,5%/17%;

- geniu – 7%/4%/ 5%.

- Aeronautică – 10%/8,5%/2%.

- Marină – 5%/ 2,3%/4%.

- Celelalte arme – 1%/2%/1%.

♦ Pe categorii de militari au fost pierduți în primul an de război (1941): 

- 5 447 ofițeri morți, răniți și dispăruți, adică 25% din cei angajați pe front; 

- 2 331 subofițeri (14%);

- 126 358 trupă (23%).

♦ În aceeași perioadă de timp, la cele trei categorii de pierderi (morți, răniți și dispăruți), situația pe grade este următoarea: 

- generali – 2 (0,04% din totalul pierderilor în ofițeri), 

- colonei – 25 (0,46%),

- locotenent-colonei – 61 (1,10%),

- maiori – 184 (3,30%),

- căpitani – 841 (15,60%),

- locotenenți – 1 057 (19%), 

- sublocotenenți – 3 195 (59%),

- ofițeri necombatanți – 80 (1,46%),

- ofițeri asimilați – 2 (0,04%),

- plutonieri adjutanți – 6 (0,25% din pierderile subofițerilor), 

- plutonieri majori – 98 (4,35%),

- plutonieri – 1 254 (54%),

- sergenți majori – 870 (37%),

- subofițeri necombatanți – 71 (3%),

- subofițeri asimilați – 32 (1,4%);

- trupă: 21 ani – 16 802 (18,58% din valoarea contingentului), 22 ani – 4 227 (8,74%), 23 ani – 5 630 (9,26%), 24 ani – 8 283 (12,24%), 25 ani – 10 004 (12,92%), 26 ani – 13 224 (15,40%), 27 ani – 10 947 (12,27%), 28 ani – 13 014 (14,63%), 29 ani – 8 994 (10,43%), 30 ani – 9 384 (10,43%), 31 ani – 5 889 (8,04%), 32 ani – 6 428 (8,89%), 33 ani – 4 647 (6,04%), 34 ani – 4 239 (6,37%), 35 ani, – 1 594 (2,57%), 36 ani – 3 062 (45%).

După 23 august 1944, 42 700 militari (21% din efective) au fost pierduți în Ungaria, 66 495 în Cehoslovacia și Austria (26%), iar restul (53%) pe teritoriul național. 

### Pe principalele bătălii situația se prezintă astfel
- Bătălia defensivă din podișul transilvan – 14 660 militari, morți, răniți și dispăruți (12,55% din efectivele angajate în lupte),
- Bătălia defensivă din Crișana și Banat – 4 483 (8%),
- Bătălia pentru forțarea Mureșului și eliberarea Clujului – 20 768 (22%),
- Bătălia pentru eliberarea orașelor Oradea și Salonta – 1 154 (7%),
- Bătălia de la Debrețin – 1 161 (7,7%),
- Bătălia Szolnokului – 7 002 (16,48%),
- Bătălia pentru forțarea Tisei – 11 462 (8%),
- Bătălia din Munții Bükk – 5 272 (25,6%),
- Bătălia pentru Hernád – 5 551 (6,7%),
- Bătăliile „Seňa-Turna” – 5 377 (6,7%),
- Bătălia „Rožňava” – 5 202 (6,9%),
- Bătălia „Zvolen” – 28 023 (17%),
- Bătălia „Banská Bystrica și Kremnica” – 4 875 (7%),
- Bătălia pentru forțarea Hronului și cucerirea Munților Nitra – 1 293 (3%),
- Bătălia pentru cucerirea Munților Fatra Mică și Carpații Albi – 9 740 (7,6%),
- Bătălia din Moravia – 4 157 (3,3%).